# Pacific Investment Management Company
La Pacific Investment Management Company (PIMCO) est un fonds obligataire basé à Newport Beach en Californie.

## Historique
PIMCO a été fondé par William H. Gross en 1971.
En 2000, PIMCO est racheté par Allianz.
Le 31 décembre 2012, il gérait près de 2.000 milliards de $, étant le plus grand investisseur sur le marché des obligations.
En 2014, il acquiert une partie des 126 galeries commerciales du groupe Carrefour, à travers la société foncière Carmila. 
Le départ de Bill Gross en Automne 2014 a donné lieu à plus de 106 milliards de dollars de rédemptions du fonds.
Le 29 avril 2015, l'ancien directeur général de la Réserve Fédérale des États-Unis, Ben Bernanke, est nommé conseiller senior de PIMCO.